# Josef Greindl
Josef Greindl (ur. 23 grudnia 1912 w Monachium, zm. 16 kwietnia 1993 w Wiedniu) – niemiecki śpiewak operowy, bas.

## Życiorys
Kształcił się w Monachium u Paula Bendera i Anny Bahr-Mildenburg. Zadebiutował na scenie w 1936 roku w Krefeld, jako Hunding w Walkirii. W latach 1938–1942 występował w Düsseldorfie. Od 1942 roku śpiewał w berlińskiej Staatsoper, następnie od 1949 roku związany był z Städtische Oper. W latach 1956–1969 występował w Operze Wiedeńskiej. W 1956 roku otrzymał tytuł Kammersänger. Gościnnie śpiewał m.in. w Metropolitan Opera w Nowym Jorku (1952) i Covent Garden Theatre w Londynie (1963). Wykładał w Musikhochschule w Saarbrücken (od 1961) i Konserwatorium Wiedeńskim (od 1973).
Zasłynął przede wszystkim jako wykonawca ról w operach Richarda Wagnera, od 1951 do 1969 roku regularnie występował na festiwalu w Bayreuth. Wystąpił w roli Mojżesza w pierwszej pełnej niemieckiej wersji Mojżesza i Aarona Arnolda Schönberga (Berlin 1959), uczestniczył też w prapremierze opery Antigonae Carla Orffa (1949). Wykonywał także partie buffo i pieśni. Dokonał licznych nagrań płytowych, m.in. kompletnych nagrań Holendra tułacza, Tannhäusera oraz Tristana i Izoldy.